# インド鉄道WCP1形電気機関車
WCP-1形直流電気機関車（WCP-1がたちょくりゅう
でんききかんしゃ）は、イギリス領インド帝国時代の1928年にグレート・インディアン・ペニンシュラ鉄道（GIPR）が導入し、インド独立後はインド鉄道が所有した旅客用直流電気機関車。導入時の形式名称はEA/1形であった。この項目では、EA/1形と同時に輸入したWCP-3形（EB/1形）、WCP-4形(EC/1形）および1938年に製造されたWCP-2形（EA/2形）電気機関車についても解説する。

## 概要
GIPRの路線網の電化計画は1922年から始まったが、その中で西ガーツ山脈を越える山岳路線で急行列車を牽引可能かつ最高速度137km/h（毎時85マイル）と言う高性能の旅客用電気機関車が必要となった。そこでGIPRは1923年にメーカーが異なる3種類の電気機関車をサンプルとして輸入し、性能試験を実施した。その中で最も良い評価が与えられ、量産が決定したのがSLM社とメトロポリタン＝ヴィッカース（電装機器）が手掛けたEA/1形電気機関車である。
機関車は3つの個別に駆動する動輪と、挟む形で一端に2軸、もう一端に1軸の従輪を有する。ただし動輪は2軸のボギー台車と1軸の従輪と組み合わせた台車に分かれており、車軸配置はUIC式で"2’Bo(A1)'"、日本国鉄式で"2BA1"と表記される。SLM社が開発したユニバーサル駆動方式が初めて採用され、電動機はボンベイで頻発する洪水に備え箱型車体内部の高位置に設置されていた。

## 運用
1928年に最初の車両が導入されて以降、急行列車を始めとする旅客列車の牽引に用いられた。インド初の全区間電気機関車牽引の速達列車となったデカン・クイーン急行の一番列車（1930年6月1日）にも使用され、牽引機の4006号機には当時のボンベイ知事の名であるローレンス・ラムリーの愛称が付けられた。
インド独立後、形式名がWCP-1形に変更されて以降も1980年代まで活躍し、上記の4006号機が登場時の塗装・番号に戻された上で国立鉄道博物館に保存されている。なお、「WCP」は「広軌（W）直流（C）旅客用（P）電気機関車」と言う意味である。

## EA/2形→WCP-2形
1938年に1両が製造された旅客用直流電気機関車。基本的な構造はEA/1形（WCP-1形）と同様だが別の形式名が与えられた。インドへの輸送は車体や台車などの機器を一旦分離したうえで行われ、到着後現地工場で再度の組み立てが行われた。
インド独立後は形式名をWCP2形に改め、1980年代まで使用された。

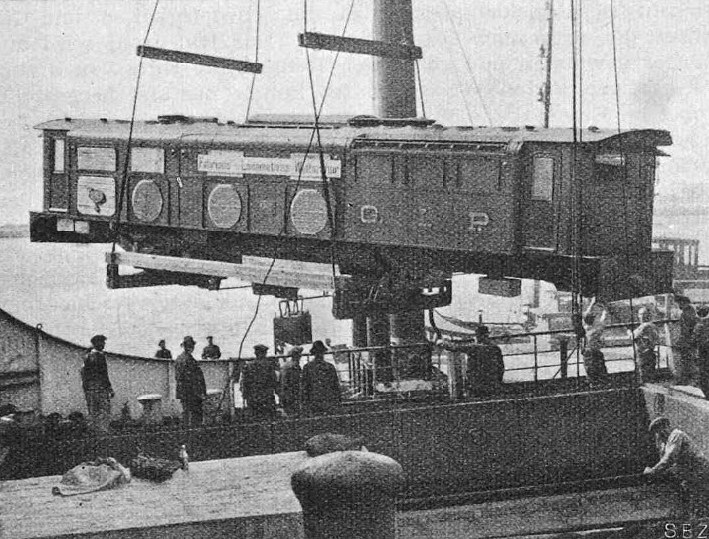
船から積み下ろされるEA/2形の車体
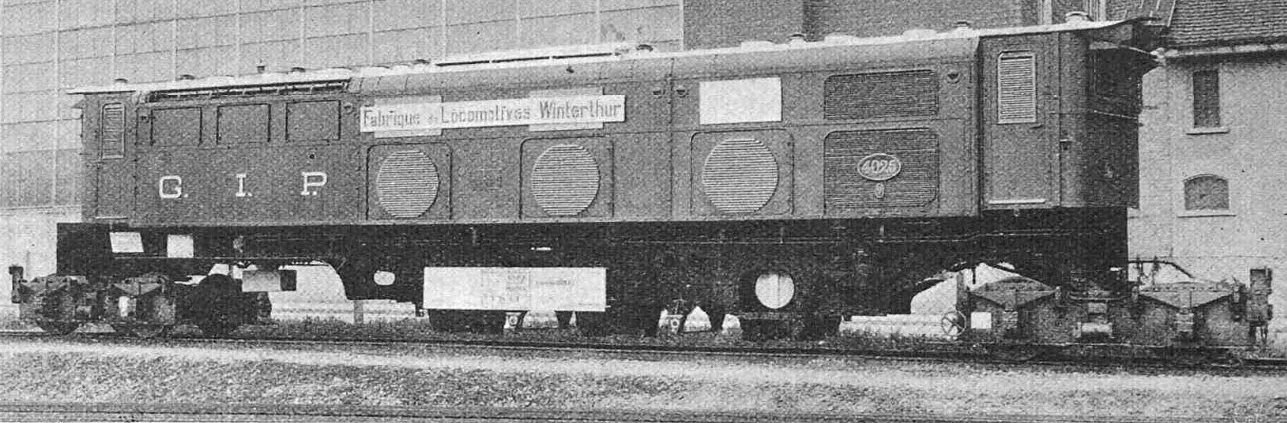
仮台車を装着したEA/2形の車体

## EB/1形→WCP3形、EC/1形→WCP4形
EA/1形と共にGIPRがサンプルとして1両ずつ輸入した旅客用直流電気機関車。EB/1形はホーソン・レスリーとゼネラル・エレクトリック・カンパニー（電装機器）が製造しクイル式駆動方式を用いた車両、EC/1形はホーソン・レスリーとブラウン・ボベリ（電装機器）が製造しブフリ式駆動方式を採用した機関車で、双方とも車軸配置はUIC式で"2'Co2'"であった。
両車とも量産はされなかったが、インド独立後もそれぞれWCP-3形、WCP-4形と形式名を改め1960年代まで使用された。

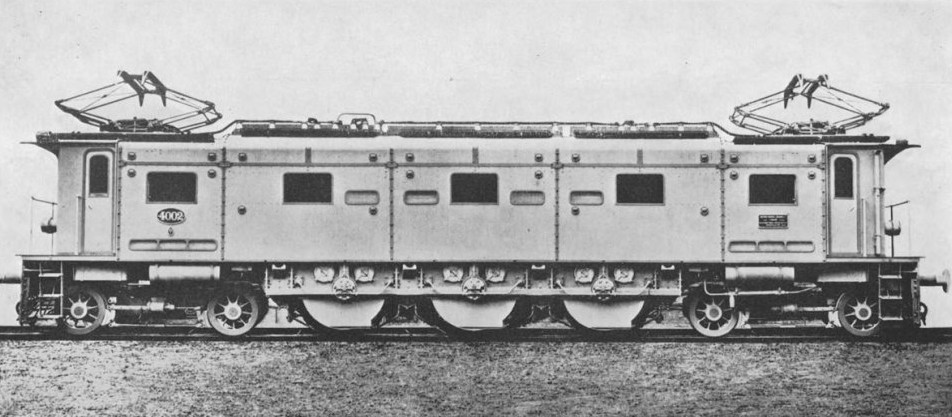
EC/1形の側面写真